# Eulálie z Barcelony
Svatá Eulálie z Barcelony je panna a mučednice, která byla pro víru v Krista umučena na počátku 4. století v Barceloně. Její památka se slaví v katolické církvi 12. února. Dle některých názorů je totožná se svatou Eulálií z Méridy.

## Život
V době panování císaře Diocletiana a jeho spoluvladaře Maximiana probíhalo krvavé pronásledování křesťanů. Také ve španělském městě Barcelona podstoupilo mučednickou smrt mnoho věřících, mezi nimi i mladičká panna Eulálie.
Narodila se asi roku 290 jako dcera vznešených křesťanských rodičů a ti ji vedli ke ctnosti a zbožnosti. Aby ji uchránili od světských pokušení a zlých příležitostí, opustili Barcelonu a vychovávali Eulálii na nedalekém venkovském statku. Zde svatá panna žila téměř výhradně pro Ježíše Krista, svého ženicha, stále se k němu vroucně modlila a prozpěvovala nábožné písně.
Když se doslechla, že v Barceloně císařský náměstek Dacian pátrá po křesťanech a trestá je ukrutnými mukami, zahořela Eulalie touhou obětovat svůj život pro Krista. Aby její úmysl nebyl zmařen, nesvěřila se nikomu, ani rodičům. V noci odešla tajně z domu a kráčela přímo k městu, kde Dacian křesťany hubil. V Barceloně předstoupila před vladaře, vyznala, že je křesťankou, a pokárala Daciana za jeho ukrutnosti.
Když se jí vladař otázal, jak se opovažuje takto s ním mluvit, odpověděla: „Jsem malá, je mi 13 let, ale nebojím se tvých hrozeb; dost dlouho jsem žila a přeji si přijíti do nebe. Vaši pohanští bohové nejsou bohové; to jsou ďáblové a nejraději bych vám všechny modly roztřískala. Nač váháte? Roztrháte-li mé tělo, na mou duši přece nemáte moci!"
Rozzuřený Dacian nařídil katům, aby dívku zbičovali. Pak jí domlouval, aby odvolala, a sliboval, že ji propustí, zřekne-li se křesťanské víry. To však světice odmítla a pravila, že necítí žádné bolesti, poněvadž ji Kristus posiluje a těší. Vladař nařídil natáhnout Eulálii na skřipec a rozdírat její tělo železnými hřebeny. Kat jí rozdrásal prsa a boky tak, že bylo vidět vnitřnosti. Pak ji pálili planoucími pochodněmi.
Světice se v mukách modlila slova žalmu: „Smiluj se nade mnou, Bože, neboť člověk po mně šlape ..." Za její modlitby zhasly pochodně těch, kteří ji mučili. Katany přepadla hrůza, třásli se a padli tváří k zemi. Potom sv. Eulálie vypustila duši, která se v podobě holubice vznesla k Ježíši Kristu. Dacian rozkázal, aby tělo umučené panny bylo přibito na kříž a ponecháno tam jako potrava pro dravé ptáky. Napadal však sníh a milosrdně pokryl její tělo. Třetího dne se několika nábožným mužům podařili tělo sejmout a uctivě pohřbít.
Svatá Eulálie z Barcelony byla umučena 12. února 303.

## Úcta
Světice byla nejprve pohřbena v hrobě poblíž Barcelony. V roce 633 byl její kult schválen sněmem toledským. Dne 23. října 878 byly její kosti slavnostně přeneseny do biskupského chrámu v Barceloně, přičemž se událo množství zázraků. V roce 1339 byly ostatky světice nošeny v průvodu Barcelonou a pak uloženy v katedrále, která je jí zasvěcena, ve zvláštní skvostné kapličce. Papež svatý Pius V. potvrdil její kult pro Barcelonu.
Svatá Eulálie je patronkou Barcelony a španělských námořníků. Její památka se v katolické církvi slaví 12. února. Při zobrazování jsou jejími atributy hák nebo hřeben, holubice, kříž, plameny, sníh.
Církevní historik Tillemont (1637–1698) a po něm i jiní pochybují o historické existenci sv. Eulálie z Barcelony. Dle jejich názoru je tato světice totožná se svatou Eulálií z Méridy, jelikož legendy obou těchto světic se v přemnohých věcech shodují. Tento názor však není obecný, do Římského martyrologia byla sv. Eulálie z Barcelony zapsána.

## Odkazy

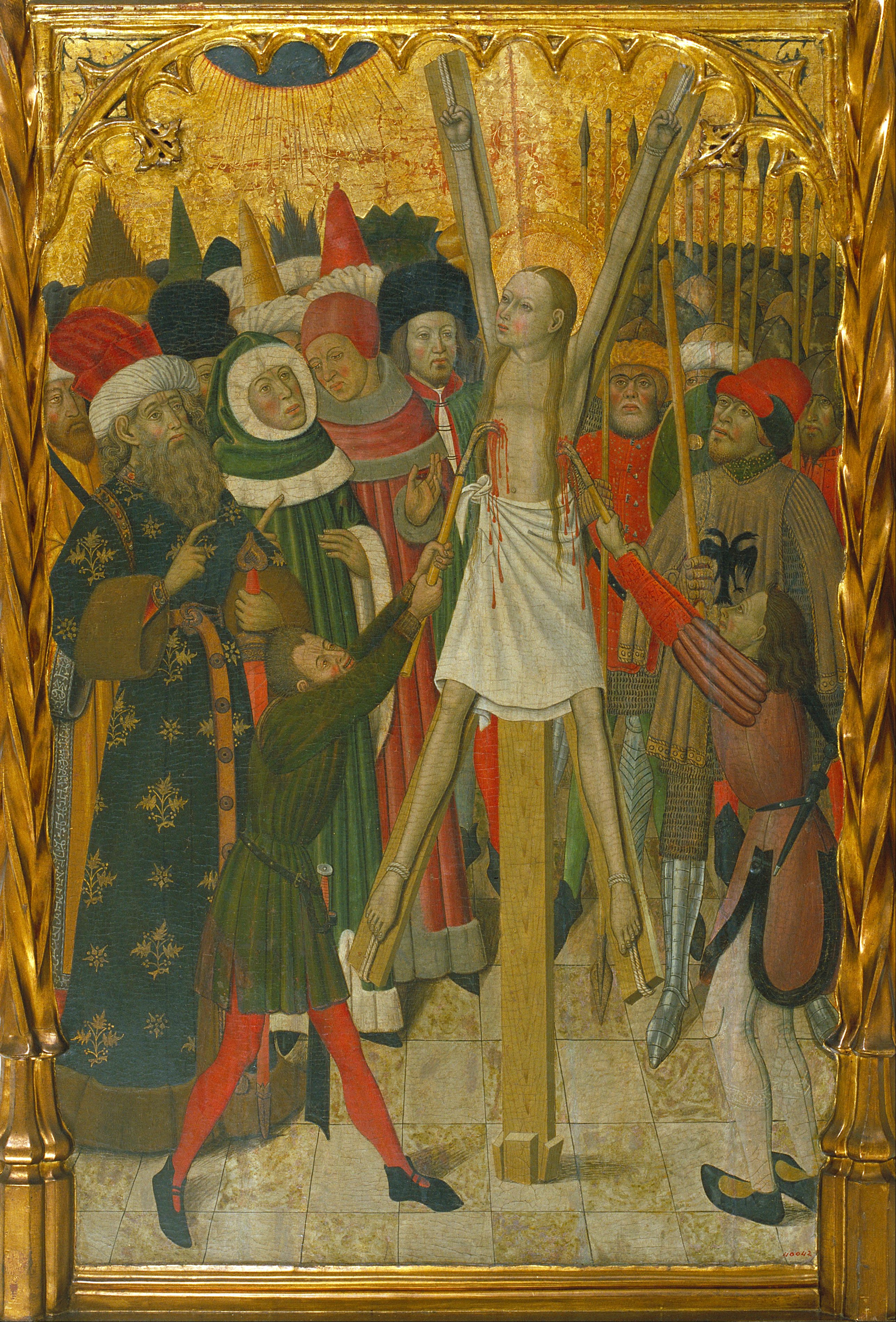
Mučení svaté Eulálie z Barcelony